# Abdij Pfäfers

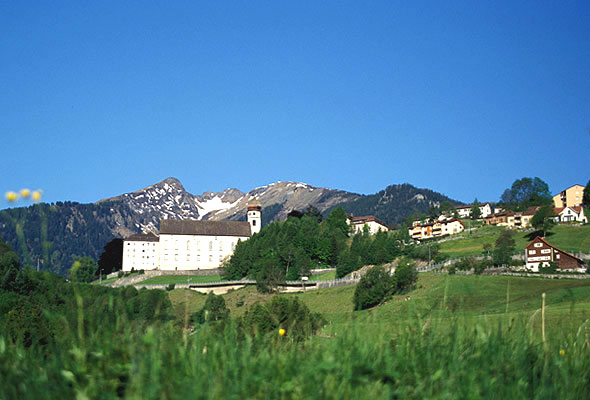
Abdij Pfäfers

De abdij Pfäfers was de zetel van een abdijvorstendom binnen het Heilige Roomse Rijk.
Het benedictijner klooster St.Maria Assumpta werd in het midden van de achtste eeuw gesticht als Reto-Romaans klooster. Tijdens de Karolingen werd het een vrije rijksabdij. De abdij bezat goederen in het aangrenzende Bündnerland, in de Vinschgau, in Vorarlberg en bij het Vierwoudstrekenmeer. Uit de immuniteit ontwikkelde zich een staat, waartoe Ragaz en Taminatal behoorden.
In 905 kwam de abdij aan het prinsbisdom Konstanz, in 909 aan de abdij Sankt Gallen en in 920 aan het prinsbisdom Chur. In 950 werd de abdij weer onafhankelijk.
Kort na 1200 bouwde abt Koenraad I de burcht Wartenstein. De voogden van de burcht, de vrijheren van Sax, onttrokken de burcht aan de abdij. Later werd de burcht aan de abdij teruggegeven, waarna de abdij de graven van Wildenberg als voogd aanstelde. De nieuwe voogden zetelden in Freudenberg bij Ragaz. In het begin van de veertiende eeuw kwam de voogdij aan de graven van Werdenberg-Heiligenberg, die de heerlijkheid Freudenberg in 1402 aan Oostenrijk verpandden. In 1406 kwam de heerlijkheid als achtepand aan de graven van Toggenburg tot de inlossing door Oostenrijk in 1436.
Na de Thurgauer Oorlog van 1460 werd Oostenrijk gedwongen de heerlijkheid Freudenberg met Walenstadt en Nidberg af te staan aan de Zwitserse staten. In 1483 kwam het graafschap Werdenberg en daarmee ook de protectie over de abdij Pfäfers en haar gebied aan de zeven staten Zürich, Luzern, Uri, Schwyz, Unterwalden, Zug en Glarus.
Desondanks bleven de hoogheidsrechten in handen van de abt. Tot de Franse Revolutie was de abdij een vrije rijksabdij.
In 1798 werd het gebied deel van het nieuw gevormde kanton Linth. Reeds in 1803 werd dit kanton ophgeheven en kwam het voormalige abdijvorstendom bij het kanton Sankt Gallen.
- Gemeinsame Normdatei: 4219487-8
- Historisch woordenboek van Zwitserland: 011595
- Nationale Bibliotheek van Tsjechië: xx0201947
- Virtual International Authority File: 147403598